# Aulacocephalus
Aulacocephalus is een monotypisch geslacht van straalvinnige vissen uit de familie van zaag- of zeebaarzen (Serranidae).

## Soort
- Aulacocephalus temminckii Bleeker, 1854